# 中国2010年上海世界博览会民营企业联合馆

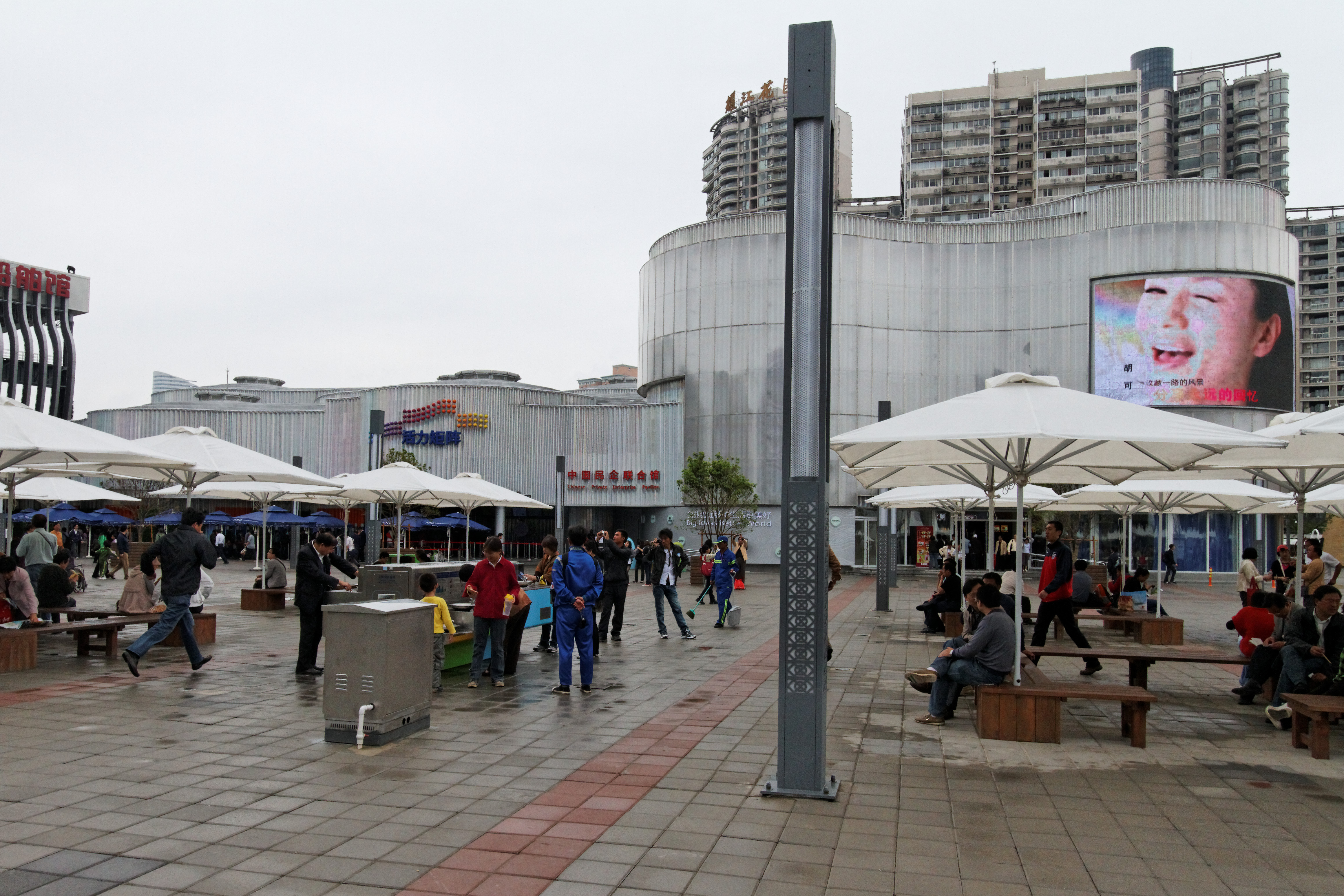
民营企业联合馆

中国2010年上海世界博览会民营企业联合馆，简称民营企业联合馆、中国民企联合馆（英文：Chinese Private Enterprise at Expo 2010），是中国2010年上海世界博览会的中国民营企业联合馆，位于世博园区E片区。该展馆的主题为“活力矩阵”，其展馆的企业特别日为9月5日。该展馆通过高科技手段讲述民企成长历程中真实感人的故事，同时讲述中国民营企业伴随中国经济与社会发展的成长历程。

## 参展企业
- 复星集团
- 阿里巴巴集团
- 红星美凯龙
- 万达集团
- 中国民生银行
- 苏宁电器
- 美特斯邦威
- 易居中国
- 新光控股集团
- 欧普照明
- 泰豪科技
- 爱仕达
- 伽蓝集团
- 皇明太阳能
- 万丰奥特
- 华谊兄弟